# رنه گوتوالد
رنه گوتوالد (انگلیسی: René Gottwald؛ زادهٔ ۳۰ ژانویهٔ ۱۹۷۳) بازیکن فوتبال اهل آلمان است.
از باشگاه‌هایی که در آن بازی کرده‌است می‌توان به باشگاه فوتبال هانزا روستوک اشاره کرد.